# Códigos de honor de los beduinos

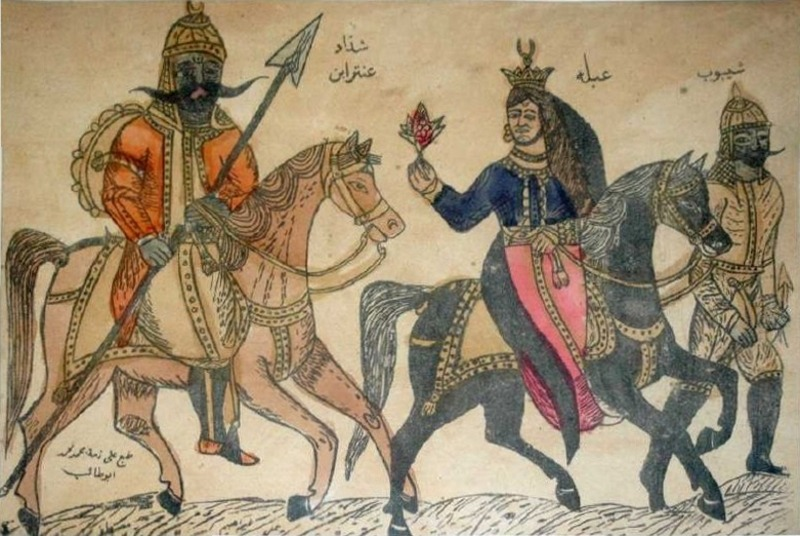
Patrón de tatuaje del siglo XIX que representa al héroe y poeta árabe preislámico Antarah ibn Shaddad (izquierda) y a su amante Abla (centro) montando a caballo. El personaje de la derecha se llama Shayboub. La inscripción de la esquina inferior izquierda indica que el motivo se imprimió bajo los auspicios de Muhammad Muhammad Abu Taleb. La persona que subió originalmente esta imagen a Flickr afirmó que procedía del Museo Antropológico de El Cairo. Sin embargo, no existe tal museo en El Cairo. Lo más probable es que la persona que subió la imagen se refiriera al Museo Etnográfico, afiliado a la Sociedad Geográfica Egipcia.Cairo Anthropological Museum (RIECx2801 126 CAM) SVI270107 web

Los códigos de honor de los beduinos son uno de los tres aspectos de su ética, muy significativos de las antiguas costumbres preislámicas, junto al coraje y la hospitalidad.
Los beduinos, gobernados por los jefes tribales o jeques elegidos por los ancianos de la tribu, seguían sus estrictos códigos de honor, separados para hombres (sharif) y mujeres (ird), siendo un punto fundamental de su sociedad y la base de sus leyes y costumbres. Así, los sistemas jurídicos tradicionales de los beduinos están basados en ellos, aunque están cayendo en desuso cuando aceptan la sharia o los códigos penales nacionales como medios para dispensar la justicia.
Se dice que los ideales occidentales arquetípicos de la caballería medieval y el honor fueron adaptados a su propio código ético por los caballeros de las Cruzadas y órdenes militares, al conocer los códigos de honor de los beduinos.

## Sharaf
Sharaf es el código general de honor beduino para los hombres. Se puede adquirir, aumentar, perder y recuperar. Sharaf implica la protección del ird de las mujeres de la familia, la protección de la propiedad, el mantenimiento del honor de la tribu y la protección del poblado (si la tribu ha establecido un asentamiento).

## Ird
Ird es el código de honor beduino para las mujeres. Una mujer nace con su ird intacto, pero una transgresión sexual puede llevar a perderlo. Es diferente a la virginidad, puesto que es un código conceptual y emocional. Una vez perdido, el ird no puede recuperarse.

## Diyafa
Diyafa' (hospitalidad) es una virtud estrechamente vinculada a sharaf. Si fuese necesario, incluso se debería dar refugio y alimentar por unos días a un enemigo. La pobreza no exime de los deberes exigidos en este sentido. La generosidad es una virtud relacionada, y en muchas sociedades beduinas, se deben ofrecer regalos que no pueden ser rechazados. Los desposeídos son atendidos por la comunidad y el diezmo es obligatorio en muchas sociedades beduinas.

## Hamasa
Hamasa (coraje/valentía) también está estrechamente vinculado a sharaf. La valentía indica la voluntad de defender la propia tribu con el propósito de Aṣabīya (o assahiya, solidaridad tribal y equilibrio). Por lo general implica la capacidad de soportar el dolor, incluyendo la circuncisión (masculina).
Está estrechamente relacionado con muruwa, que expresa a un tiempo virilidad y honor. El jeque era el que tenía muruwa más auténtico y era el que aconsejaba, más que mandaba.